# Laboratoire Jacques-Louis-Lions
Le Laboratoire Jacques-Louis-Lions (ou LJLL) est un laboratoire de recherche en mathématiques appliquées.

## Historique
Créé en 1969, le laboratoire porte le nom de son fondateur Jacques-Louis Lions. C’est, depuis l’origine, une unité de recherche conjointe à Sorbonne Université, à l’Université de Paris et au Centre national de la recherche scientifique.
Le Laboratoire Jacques-Louis Lions constitue le plus grand laboratoire de France et l’un des principaux au monde pour la formation et la recherche en mathématiques appliquées. Il accueille l’activité de deux masters de deuxième année, ce qui représente une centaine d’étudiants. Ses axes de recherche recouvrent l’analyse, la modélisation et le calcul scientifique haute performance de phénomènes représentés par des équations aux dérivées partielles. 
Fort d’environ 200 membres (enseignants-chercheurs, chercheurs, ingénieurs, personnels administratifs, émérites, doctorants et post-doctorants), le LJLL collabore avec le monde économique et avec d’autres domaines scientifiques à travers un large spectre d’applications : dynamique des fluides ; physique, mécanique et chimie théorique ; théorie du contrôle, optimisation et finance ; médecine et biologie ; traitement du signal et des données.

## Effectifs
- Enseignants-chercheurs : 51
- Chercheurs : 29
- Émérites : 11
- Personnels d'appui à la recherche : 9
- Post-doctorants : 20
- Doctorants : 76